# 藤原敬介 (陶芸家)
藤原 敬介（ふじわら きょうすけ、1939年5月30日 - ）は、日本の陶芸家。備前焼と志野を融合させた備前志野で知られる。備前志野は、敬介が創始したものである。

## 略歴
岡山県備前市穂浪に藤原啓（備前焼陶芸作家、重要無形文化財保持者、人間国宝）の次男として生まれる。本名恭助。兄は藤原雄で父と同じく重要無形文化財保持者（人間国宝）。
1957年 岡山県立閑谷高等学校（現岡山県立和気閑谷高等学校）卒業。
1961年 東京文化学院洋画科卒業。
1961年より1964年まで岐阜県多治見市陶元町の岐阜県陶磁器試験場（現・岐阜県セラミックス研究所）にて研修。
1965年 岡山県岡山市北区田益（たます）桃の里に築窯。多治見での体験を生かして美濃系の志野、織部､天目､黄瀬戸の制作を始めた。
1966年　岡山天満屋で初個展。
1971年 備前の持つ自然の変化、志野の持つ独特の柔らかさを取り入れた「備前志野」の研究に取り組む。備前志野とは釉薬は志野のものを用いながら焼成は備前焼の方法である。
1982年　岸史暁（ふみあき）を弟子とした。
1983年　史暁は、恭助の長女と結婚。改姓して藤原史暁となった。
1987年2月3日　恭助（きょうすけ）から敬介（きょうすけ）に改名した。

## 受賞歴
- 1966年 日本工芸会中国支部展にて山陽新聞社賞を受賞。
- 1967年 日本工芸会中国支部展にて支部長賞他を受賞。岡山県美術展にて知事賞を受賞。
- 1969年 日本工芸会中国支部展にて日本工芸会理事長賞受賞。岡山県美術展にて山陽新聞社賞受賞。
- 1974年より1976年まで3年連続、日本工芸会入選。
- 1978年 金重陶陽賞を受賞（天目大皿）。
- 1979年 岡山県文化奨励賞を受賞（備前志野）。
- 1984年 田部美術館（島根県松江市）が主催する田部美術館大賞「茶の湯の造形展」において優秀賞受賞。
- 1995年 山陽新聞文化奨励賞を受賞。